# Музикална журналистика
Музикалната журналистика е част от журналистиката изобщо, която се занимава с отразяване на музикални събития, музикална критика и други дейности, свързани с музикалното развитие. Тя датира от 18 век, когато се появяват първите списания за музика като „Нойе Цайтшрифт Фюр Мюзик“, основано от композитора Роберт Шуман.
Сред съвременни сериозни вестници и периодични издания за музика, списвани от музикални журналисти – музиковеди, са „Мюзикъл Таймс“, „Българско музикознание“, „Музикални хоризонти“ и др.
Музикалната журналистика е дял от общото музикознание, което в България се изучава в двете музикални академии – Българската държавна консерватория в София и Академията за музикално и танцово изкуство в Пловдив и включва всички аспекти на музикалната теория, музикалната история и музикалната интерпретация. С напредъка на технологиите и тяхното популяризиране, част от музикалната журналистика се прехвърля на страниците на Интернет средствата за комуникация, например блоговете.